# 1944 na música

## Eventos
- 18 de Janeiro - O Metropolitan Opera House, em Nova Iorque, apresenta um concerto de jazz pela primeira vez. Os perfomistas foram Louis Armstrong, Benny Goodman, Lionel Hampton, Artie Shaw, Roy Eldridge e Jack Teagarden.
- 20 de Janeiro - Metamorfoses sinfônicas sobre temas de Weber, de Paul Hindemith, estreia em Nova Iorque.
- 6 de Fevereiro - Estreia do Concerto para Piano de Arnold Schönberg em Nova Iorque.

## Música Popular
- Ciro Monteiro: Falsa baiana, de Geraldo Pereira

## Música Clássica
- Olivier Messiaen
  - Vingt regards sur l'enfant-Jésus
  - Harawi: Chants d'amour et de mort

## Nascimentos

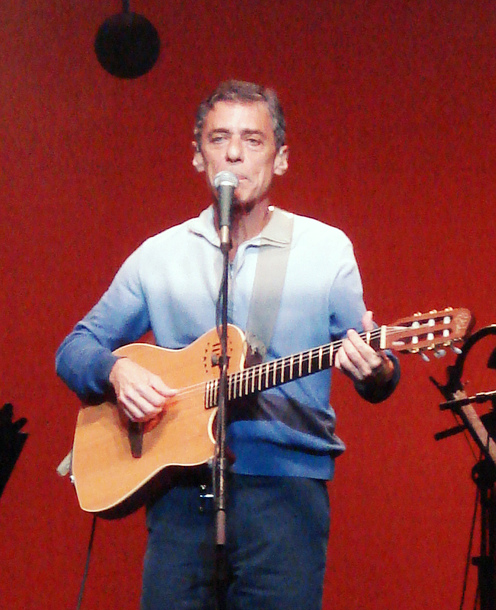
Chico Buarque (n. 19 de junho) - Foto de autoria de Fernanda Steffen.

| Data            | Nome              | Profissão                             | Nacionalidade  | Observações | Ref |
| --------------- | ----------------- | ------------------------------------- | -------------- | ----------- | --- |
| 9 de Janeiro    | Jimmy Page        | músico                                | Inglaterra     |             |     |
| 12 de Janeiro   | Lia de Itamaracá  | cantora e compositora                 | Brasil         |             |     |
| 27 de Janeiro   | Nick Mason        | baterista                             | Inglaterra     |             |     |
| 14 de Fevereiro | Reginaldo Rossi   | cantor e compositor                   | Brasil         | m. 2013     |     |
| 26 de Fevereiro | Déo Rian          | músico                                | Brasil         |             |     |
| 10 de março     | Paulo Sérgio      | cantor e compositor                   | Brasil         | m. 1980     |     |
| 20 de maio      | Joe Cocker        | cantor                                | Inglaterra     | m. 2014     |     |
| 28 de maio      | Gladys Knight     | cantora                               | Estados Unidos |             |     |
| 4 de Junho      | Michelle Phillips | cantora e compositora                 | Estados Unidos |             |     |
| 17 de Junho     | Peter Giles       | baixista e vocalista                  | Inglaterra     |             |     |
| 19 de Junho     | Chico Buarque     | escritor, músico, cantor e compositor | Brasil         |             |     |
| 22 de Julho     | Rick Davies       | cantor, tecladista e pianista         | Inglaterra     |             |     |
| 24 de Julho     | Jeff Beck         | guitarrista                           | Inglaterra     |             |     |
| 2 de agosto     | Naná Vasconcelos  | músico                                | Brasil         | m. 2016     |     |
| 2 de agosto     | Jim Capaldi       | baterista                             | Inglaterra     | m. 2005     |     |
| 12 de setembro  | Leci Brandão      | cantora                               | Brasil         |             |     |
| 24 de novembro  | Bev Bevan         | baterista de heavy metal              | Inglaterra     |             |     |
| 1 de dezembro   | John Densmore     | baterista                             | Estados Unidos |             |     |
| 3 de Dezembro   | António Variações | músico                                | Portugal       | m. 1984     |     |

## Mortes
| Data           | Nome           | Profissão        | Nacionalidade | Observações | Ref |
| -------------- | -------------- | ---------------- | ------------- | ----------- | --- |
| 7 de Fevereiro | Lina Cavalieri | cantora de ópera | Itália        | n. 1874     |     |
| 14 de Maio     | Zola Amaro     | cantora lírica   | Brasil        | n. 1891     |     |